# Rio Baudó
O rio Baudó  (em castelhano:  Río Baudó, pronúncia espanhola: [ˈri.o βawˈðo];) é um rio da Colômbia. Desagua no Oceano Pacífico.